# Jean-Christophe Rolland
Jean-Christophe Rolland (født 3. juli 1968 i Condrieu, Frankrig) er en fransk tidligere roer og olympisk guldvinder.
Rolland vandt (sammen med Michel Andrieux) bronze i toer uden styrmand ved OL 1996 i Atlanta. Fire år senere vandt parret guld i samme disciplin ved OL 2000 i Sydney. Han deltog også ved OL 1992 i Barcelona.
Rolland vandt desuden VM-guld i både firer uden styrmand (1993) og toer uden styrmand (1997).
Rolland blev i juli 2014 valgt som ny præsident for FISA, det internationale roforbund. I 2017 blev han desuden valgt som medlem af IOC.

## OL-medaljer
- 2000:  Guld i toer uden styrmand
- 1996:  Bronze i toer uden styrmand